# Parastenella aequatoriensis
Parastenella aequatoriensis är en svampart som först beskrevs av Franz Petrak, och fick sitt nu gällande namn av K. Schub. & U. Braun 2005. Parastenella aequatoriensis ingår i släktet Parastenella, divisionen sporsäcksvampar och riket svampar.   Inga underarter finns listade i Catalogue of Life.